# Rajon Scharkouschtschyna

Rajon Scharkouschtschyna, Karte

Der Rajon Scharkouschtschyna (belarussisch Шаркоўшчынскі раён; russisch Шарковщинский район) ist eine Verwaltungseinheit im Westen der Wizebskaja Woblasz in Belarus. Das administrative Zentrum ist die Siedlung städtischen Typs Scharkouschtschyna. Der Rajon hat eine Fläche von 1100 km² und umfasst 272 Ortschaften.

## Geographie
Der Rajon Scharkouschtschyna liegt im westlichen Teil der Woblast Wizebsk. Die Nachbarrajone in der Wizebskaja Woblasz sind im Nordwesten Braslau, im Nordosten Miory, im Südosten Hlybokaje und im Südwesten Pastawy.

## Geschichte
Der Rajon Scharkouschtschyna wurde am 15. Januar 1940 gebildet, 1962 wurde die Verwaltungseinheit aufgelöst und 1966 wiederhergestellt.